# A Vila
A Vila é uma sitcom brasileira produzida e exibida pelo Multishow entre 7 de agosto de 2017 e 20 de julho de 2020 em 75 episódios divididos em quatro temporadas. Foi escrita por João Fonseca, com roteiros de Andrea Batitucci, Leandro Muniz e Leandro Soares, sob direção de Márcio Trigo e Pedro Antônio Paes e direção geral de João Fonseca.
Conta com Paulo Gustavo, Katiuscia Canoro e, a partir da segunda temporada, Heloísa Périssé como protagonistas.

## Enredo
Paulo Gustavo dá vida ao ex-palhaço Rique, que estaciona seu trailer numa simpática vila, acompanhado de sua melhor amiga, Violeta (Katiuscia Canoro), depois que o circo onde eles trabalhavam vai a falência. É na vila que eles tentam arrumar um novo emprego, se metem em confusão e passam a conviver com os diversos moradores do local.

## Produção
O projeto de A Vila teve início após a saída de Paulo Gustavo do elenco do Vai que Cola e partiu de sua vontade de trabalhar em uma nova série no Multishow. Idealizada em parceria com a equipe do canal, A Vila estreou sua primeira temporada no dia 7 de agosto de 2017, ocupando a grade de programação de segunda a sexta. João Fonseca assina a direção ao lado de Pedro Antônio Paes. O elenco também conta com Aldo Perrota, Alex Pinheiro, Ataíde Arcoverde, Gil Coelho, Lucas Salles, Monique Alfradique, Teuda Bara e Zezeh Barbosa.
Com 25 episódios, A Vila foi inspirada no clássico Chaves e sua trama guarda semelhanças com o sitcom de Roberto Gómez Bolaños. Ainda assim, o diretor Pedro Antônio Paes ressalva que, no caso da série do Multishow, o humor não é tão ingênuo, enquanto o protagonista da série prefere evitar as comparações. Por outro lado, as semelhanças com o formato sucesso da casa, Vai que Cola, são apontadas como intencionais por Paulo Gustavo. O ator, que fez parte das quatro temporadas do sitcom, destaca o set alocado em cima de palco, a presença de plateia, a interpretação para as câmeras e o cenário amplo como elementos comuns em ambas as séries. Com vários ambientes, o cenário conta com as casas da vila, um cemitério, a casa de Violeta, uma praça com parquinho e balanço, além do trailer onde vive Rique.
A inspiração para o personagem de Paulo Gustavo tem origem no cotidiano do humorista e dos atores brasileiros de quem ele é fã, como Diogo Vilela, Fernanda Torres, Miguel Falabella, Cláudia Raia, Débora Bloch, Regina Casé e Luiz Fernando Guimarães. A peruca loira foi usada como elemento para mudar um pouco o visual diante do público. A Vila teve pré-estreia nas plataformas de vídeo sob demanda Multishow Play e Now, plataforma de streaming das operadoras de TV NET e Claro. 
A segunda temporada da série foi confirmada antes mesmo da estreia e era previsto que suas gravações fossem iniciadas em janeiro de 2018. Estreou em 08 de outubro de 2018, com diversas baixas e reformulações no elenco. Com a saída de Zezeh Barbosa, Gil Coelho e Alex Pinheiro, oportunidades foram abertas, onde Patrícya Travassos, Maurício Manfrini, Ilana Kaplan e Mumuzinho estrearam como regulares na segunda temporada da série.
A terceira temporada estreou em 27 de maio de 2019, com a adição de Lucas Veloso, Cristiana Pompeo e a promoção de Heloísa Perissé ao elenco regular da série. Sérgio Marone, Carlinhos de Jesus e Naiara Azevedo fazem participações especiais nessa temporada.
A quarta temporada da série foi anunciada em novembro de 2019, e iniciou as gravações em janeiro de 2020. Cristiana Pompeo, Mumuzinho e Ilana Kaplan se desligaram da trama, e Marcelo Souza entrou para o elenco regular interpretando a drag queen Suzy Brasil. A temporada contou também com as participações de Caio Castro, Fafy Siqueira, Bruno Cabrerizo, Duda Nagle, Jerry Smith, Danielle Winits, Nando Rodrigues, Cláudio Heinrich e Caike Luna. Estreou no dia 29 de abril de 2020.

## Episódios
| Temporada | Temporada | Episódios | Início               |
| --------- | --------- | --------- | -------------------- |
|           | 1         | 25        | 7 de agosto de 2017  |
|           | 2         | 20        | 8 de outubro de 2018 |
|           | 3         | 15        | 27 de maio de 2019   |
|           | 4         | 15        | 29 de abril de 2020  |

## Elenco
| Ator               | Personagem                 | Temporadas | Temporadas | Temporadas | Temporadas |
| Ator               | Personagem                 | 1ª 2017    | 2ª 2018    | 3ª 2019    | 4ª 2020    |
| ------------------ | -------------------------- | ---------- | ---------- | ---------- | ---------- |
| Paulo Gustavo      | Henrique Vieira (Rique)    |            |            |            |            |
| Paulo Gustavo      | Maria Efisema              |            |            |            |            |
| Katiuscia Canoro   | Violeta                    |            |            |            |            |
| Monique Alfradique | Isabela                    |            |            |            |            |
| Ataíde Arcoverde   | Lupércio Rocha e Rocha     |            |            |            |            |
| Lucas Salles       | João Carlos Pedroso (Joca) |            |            |            |            |
| Teuda Bara         | Fausta Pedrosa             |            |            |            |            |
| Aldo Perrotta      | Emílio                     |            |            |            |            |
| Gil Coelho         | Bernardo Becker (Bené)     |            |            |            |            |
| Alexandre Pinheiro | Zé da Birosca              |            |            |            |            |
| Zezeh Barbosa      | Madame Zaluê               |            |            |            |            |
| Heloísa Périssé    | Eleonora Rocha e Rocha     |            |            |            |            |
| Mumuzinho          | Sinclair                   |            |            |            |            |
| Ilana Kaplan       | Daysi                      |            |            |            |            |
| Patrícya Travassos | Geralda                    |            |            |            |            |
| Maurício Manfrini  | Xexéu                      |            |            |            |            |
| Lucas Veloso       | Jonatas                    |            |            |            |            |
| Cristiana Pompeo   | Brenda                     |            |            |            |            |
| Marcelo Souza      | Suzy Brasil                |            |            |            |            |

## Personagens
- Henrique Vieira (Rique) (Paulo Gustavo): Bom coração e atrapalhado, o ex-palhaço Rique vive em busca de um novo emprego, mas acaba sempre sendo dispensado depois de alguma trapalhada. Preza a paz e tranquilidade da vila, onde todos vivem como uma verdadeira família, ou não.[23]
- Violeta (Katiuscia Canoro): Esperta e cínica, Violeta é a melhor amiga de Rique e também veio do circo. Ela tenta ter um lado sedutor e, apesar de suas traquinagens para se dar bem, possui uma alma infantil. Deve meses de aluguel ao Seu Lupércio causando muita irritação no dono da vila.
- João Carlos Pedroso (Joca) (Lucas Salles): Filho de Dona Fausta, Joca é romântico, tímido e sonhador. Nunca fala mal de ninguém e defende todos os moradores da vila. É apaixonado por Isabela, por quem disputa sua atenção com o rival Bené.
- Bernardo Becker (Bené) (Gil Coelho): Bené não mora na vila, mas vive na área. Ele é bonitão, galanteador e sem noção. Não perde a chance de jogar seu charme para Isabela e vive disputando a atenção da moça com o inocente Joca, que acredita em todas as suas brincadeiras.
- Isabela (Monique Alfradique): Isabela é uma mulher corajosa e de personalidade forte. Na dúvida entre as investidas do romântico Joca e do galanteador Bené, prefere ficar sozinha e focar na prática de esportes radicais.
- Madame Zaluê (Zezeh Barbosa): A misteriosa cartomante vive lendo a sorte dos moradores, mesmo sem a permissão dos próprios. Também abusa dos trambiques e nem sempre acerta suas previsões.
- Fausta Pedrosa (Teuda Bara): A moradora mais antiga da vila é autoritária, mãe controladora e vizinha reclamona. Ela criou o filho Joca sozinha e o trata como uma criança. Tenta disfarçar a queda que tem por Seu Lupércio.
- Lupércio Rocha e Rocha (Ataíde Arcoverde): Seu Lupércio é o dono da vila. Além de síndico, esse ganancioso e “pão duro”, é proprietário de todas as casas e possui uma fortuna considerável. Ranzinza, ele gosta de falar difícil para parecer mais inteligente do que é. Tenta esconder a paixão por Dona Fausta, com quem vive em conflito.
- Emílio (Aldo Perrotta): O pipoqueiro da vila pode até passar despercebido pelos moradores, mas ele sabe dos detalhes da vida de todo mundo.
- Zé da Birosca (Alex Pinheiro): Bom observador, ele trabalha no bar da vila e não gosta de se meter em confusões.
- Semcler (Mumuzinho)
- Xexeu (Maurício Manfrini)
- Geralda (Patrícya Travassos)
- Daysi (Ilana Kaplan)